# سید محسن هاشمی‌نژاد
سید محسن هاشمی‌نژاد یکی از فرماندهان گارد جاویدان استاد دانشکده افسری و دانشگاه جنگ، رئیس ستاد و ژنرال آجودان محمدرضا پهلوی بود.
به دلیل علاقه به نظام به دبیرستان نظام وارد شد و بعد از آن به دانشگاه افسری رفت و اولین سردوشی خود را به جهت کسب رتبه اول در دوره افسری، از دست محمدرضا پهلوی دریافت نمود. او با درجه سرهنگی به گارد جاویدان پیوست و در سال ۱۳۳۹ پس از ارتشبد غلامعلی اویسی به فرماندهی گارد نائل شد. وی به مدت دوازده سال در این سمت باقی ماند. از جمله اقدامات وی در زمان ریاست گارد، حفظ جان شاه در کاخ مرمر در زمان تظاهرات ۱۵ خرداد می‌باشد. او مدعیست در ۱۵ خرداد جمعیتی حدود سی الی چهل هزار نفر به سمت کاخ مرمر حرکت کرده بودند که با دستور قاطع محسن هاشمی نژاد نیروهای گارد قبل از رسیدن معترضان به محل اقامت شاه، با نظم از کاخ بیرون آمدند و بدون شلیک یک گلوله ولی با قاطعیت و خشونت جمعیت را متفرق کردند. ترور ناموفق شاه از طرف رضا شمس‌آبادی در سومین سال فرماندهی هاشمی نژاد بر گارد جاویدان اتفاق افتاد ولی به دلیل اینکه تقصیری متوجه نحوه حفاظت وی از شاه نبود، توبیخ یا برکنار نشد. هاشمی نژاد پس از فرماندهی گارد جاویدان به دستور شاه به سمت رئیس دفتر نظامی و ژنرال آجودان پادشاه منصوب شد و تا انقلاب ۵۷ در این سمت باقی ماند. آخرین مأموریت او مشایعت فرزندان شاه: علیرضا پهلوی و لیلا پهلوی از ایران به آمریکا دو روز قبل از خروج شاه از ایران بود.

## زندگی‌نامه
محسن هاشمی نژاد در ۸ تیر ۱۲۹۹ متولد شد، تحصیلات نظامی خود را ابتدا در دبیرستان نظام آغاز و درسال ۱۳۲۱ با رتبه دانشجوی ممتاز از دانشکده افسری فارغ‌التحصیل گردید و جایزه فارغ‌التحصیلی خود را از دست محمد رضا شاه پهلوی دریافت نمود. وی دوره مقدماتی را در کالج نظامی یوستیس در ویرجینیا و دوره‌های عالی را در کالج‌های نظامی یوستیس و فورت فرسن آمریکا و دوره فرماندهی و ستاد را در انستیتوی نظامی فورت لون‌وورت با موفقیت به پایان رساند.

آرم سازمانی گارد جاویدان

### سمت‌های سازمانی
اولین سمت ستوان هاشمی نژاد فرمانده دسته گروهان دانشکده افسری بود. وی در سال ۱۳۳۲ و با درجه سرگرد ریاست رکن سوم و همزمان استاد تاریخ نظامی دانشکده افسری را عهده‌دار گردید. در سال ۱۳۳۸ پس از بازگشت از دوره فرماندهی و ستاد از آمریکا سمت استادی در دانشکده تاکتیک دانشگاه جنگ را عهده‌دار گردید. وی همچنین رئیس ستاد لشکر آذربایجان بود. در سال ۱۳۳۹، به سمت ریاست ستاد لشکر ۱ و در سال ۱۳۴۰ به سمت فرماندهی گارد جاویدان که در آن زمان تحت امر همین لشکر بود منصوب گردید. وی به واسطه لیاقت و حسن فرماندهی در یک دوره ۱۳ ساله توانست ضمن تشکیل گارد شاهنشاهی آمادگی رزمی این یگان را تا سطح سپاه ارتقا و عملاً گارد شاهنشاهی را به یکی از مهم‌ترین یگانهای پیاده-مکانیزه در نیروی زمینی تبدیل نماید. در عین حال واقعه ترور پادشاه در تاریخ ۲۱ فروردین ماه ۱۳۴۴ توسط سرباز وظیفه رضا شمس‌آبادی در زمان فرماندهی ایشان بر گارد جاویدان اتفاق افتاد. در جریان این واقعه ضارب به همراه ۲ درجه دار محافظ کشته ولی به شاه آسیبی وارد نگردید. تیمسار هاشمی نژاد در سال ۱۳۵۳ به سمت ریاست سرای نظامی شاهنشاهی و ژنرال آجودان محمد رضا شاه پهلوی منصوب گردید و این سمت را تا آخرین روز حضور در کشور حفظ نمود.

### شرح وقایع ۱۵ خرداد ۱۳۴۲

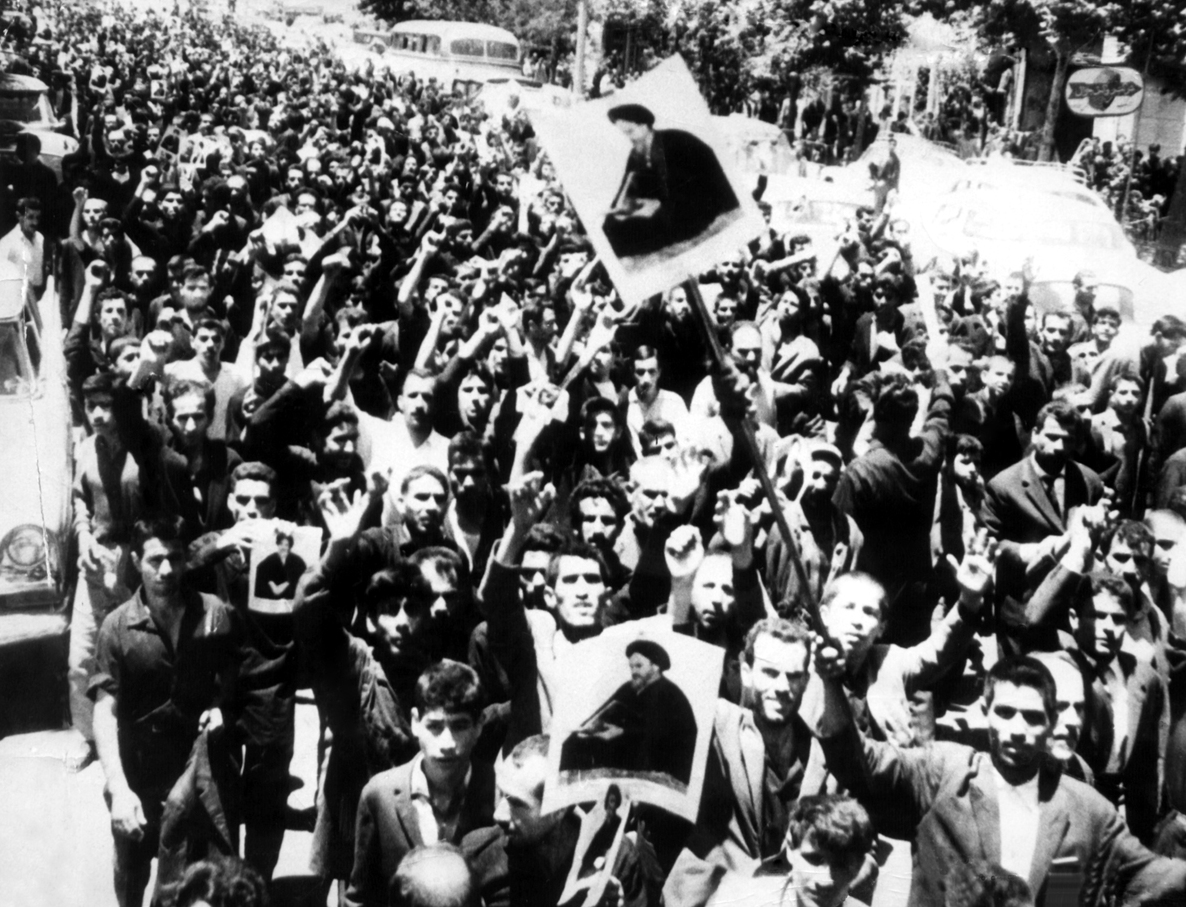
معترضان در حال تظاهرات در ۱۵ خرداد و حمل تصویر آیت الله خمینی

محسن هاشمی نژاد در جریان مصاحبه با تاریخ شفاهی هاروارد  وقایع ۱۵ خرداد ۱۳۴۲ را اینگونه شرح می‌دهد:
در حدود ساعت یازده صبح، سرهنگ فیروزمند رئیس ستاد لشکر گارد به من اطلاع داد که اجتماعی بین سی تا چهل هزار نفر از میدان توپخانه دارند می‌آیند به طرف کاخ. اعلی‌حضرت توی کاخ مرمر در دفتر مشغول کار هستند. من در داخل کاخ مرمر دارای دو گردان سرباز هستم که یک گردانش گردان جاویدان است که دائمی و یک گردانش وظیفه هستند. یک لحظه فکر کردم که اگر این عده بیایند در کاخ، راهی که دارم این است که مسلسل بگذارم آن بالا و تیراندازی کنم. ولی چرا این کار را بکنم؟ به عوض این‌که بیایم اینجا بایستم، بگذارم این عواملی که دارم بروند جلو و عده شروع کرد حرکت کردن. همینقدر که سرباز از توی کاخ آمد بیرون و آن آرایش لازم را گرفت، اینها با یک آرایش خیلی منظم حرکت کردند به طرف چهارراه حسن‌آباد. ما بدون یک تیراندازی تمام اینها را متفرق کردیم.

### آخرین تلاش فرماندهان قبل از خروج پادشاه در دی ۱۳۵۷
پس از استعفای ارتشبد ازهاری تیمسار هاشمی نژاد به دیدار فرماندهان عالی‌رتبه ارتش با شاه در تاریخ ۱۵ دی ماه ۱۳۵۷ اشاره می‌کند و می‌گوید: ما همه بعد از این که این حرفها را همه زدند فرماندهان نیرو بودند، افسران، به اصطلاح، درجه یک ارتش، اینها تصمیم گرفتند که همه بلند شوند و دسته جمعی بروند به خدمت پادشاه. در آن‌موقع به وسیله رئیس تشریفات که آقای اصلان افشار بود، اجازه گرفتیم و همه شرفیاب شدیم. اعلی‌حضرت سؤالی فرمودند که مطلب چیست؟ و یک یک افسران، نه یک نفر به عنوان نماینده، یک یک افسران همه مطلب را گفتند که ما در وضعی قرار گرفتیم که خیلی ناگوار است. افسران و زیردستان ما از ما انتظار دارند و از ما سؤال می‌کنند که شما با این وضعی که پیش آمده چه می‌خواهید بکنید؟ و ما هم نمی‌دانیم چه بکنیم برای این‌که دستور روشنی برای ما نیست. بعد از این‌که همه اینها صحبتشان تمام شد اعلی‌حضرت فرمودند: «خوب، چه می‌خواهید بکنی؟» همه گفتند که «ما قصدمان این است که یک کاری بکنیم مملکت از این وضع بیرون بیاید.» افسران اصرار کردند که اعلی‌حضرت تشریف داشته باشید و اضافه کردند «اگر هم نمی‌خواهید که در تهران تشریف داشته باشد تشریف ببرید به جزیره کیش هواپیما و هلیکوپتر در اختیارتان هست و ما اقدام می‌کنیم». اعلی‌حضرت فرمودند که اگر موفق نشدید چی؟ افسران گفتند؛ «خوب اگر موفق نشدیم همه‌مان از بین می‌رویم» اعلی‌حضرت هم که در آنجا وسائل در اختیارتان هست. چون همه را اعلی‌حضرت در آنجا مُصر دیدند، فرمودند که «حالا شما بروید مطالعاتتان را بکنید. به هر حال این کار نیاز به مطالعه دارد.» ما هم از آنجا خارج شدیم.  ارتشبد قره باغی نقل می‌کند که پادشاه در روز ۲۶ دی ماه پس از توشیح فرمان «حفظ نظم و انضباط» به پرسنل ارتش به تیمسار قره‌باغی گفته است به «فرماندهان بگویید دیوانگی نکنند» که اشاره مستقیم به دیدار یاد شده فرماندهان با ایشان دارد.

### خروج از ایران و زندگی در تبعید
تیمسار هاشمی نژاد جریان خروج خود را از کشور در جریان مصاحبه با تاریخ شفاهی هاروارد اینگونه بازگو می‌کند: تقریباً پنج روز قبل از خروجم از ایران، به حضور اعلی‌حضرت شرفیاب شدم، عرض کردم که «قربان به من وظیفه‌ای محول نفرمودید. من هم در موقعی که اعلی‌حضرت تشریف نداشته باشید در اینجا سمتی ندارم. اگر اجازه می‌فرمایید چون من سال‌ها فرمانده گاردتان بودم چون اطلاع دارم تشریف فرما می‌شوید در التزام باشم. اگر اجازه نمی‌فرمایید چون سال‌هاست از مرخصی استفاده نکردم در این مدتی که اعلی‌حضرت تشریف‌فرما می‌شوید من از مرخصی استفاده کنم» همان‌موقع به وسیله رئیس تشریفات سلطنتی به من ابلاغ شد که اعلی‌حضرت فرمودند که شما فقط تا نیویورک والاحضرت‌ها را برسانید بعد از مرخصی استفاده کنید. بنده هم، به اصطلاح دستور روشن، ساعت نه پس از آنکه والاحضرتین، والاحضرت علیرضا و والاحضرت لیلا، تشریف آوردند به فرودگاه و بنده هم در التزام ایشان آمدم به نیویورک. و در آنجا طبق امر اعلی‌حضرت با کسب اجازه از ایشان جدا شدم. تیمسار هاشمی نژاد پس از سرنگونی رژیم پادشاهی از بازگشت به کشور امتناع و ساکن مریلند آمریکا گردید.